# معركة نهر ستونز
معركة نهر ستونز (بالإنجليزية: Battle of Stones River) ، هي المعركة الثانية التي تخوض بها القوات الأمريكية المسمى (الاتحاد) ضد قوات الكونفدرالية المعارضة للدولة الأمريكية في ريف مورفسبورو بولاية تينيسي الأمريكية ، وكانت ذلك من تاريخ 31 ديسمبر سنة 1862م إلى تاريخ 2 يناير عام 1863م ، حين حسمت القوات الأمريكية المعركة وهزيمة قوات الكونفدرالية  ، وخلفت عدداً من القتلى في والمصابين في صفوف المقاتلين.

## عدد القوات المتحاربة
كانت قوات الولايات المتحدة المسمى (الاتحاد) بلغ عدد مقاتليه نحو 41,400 مقاتل 
|strength2 = 35,000 effectives وقائده وليام روسكرانس ، بينما كانت قوات الكونفدرالية تبلغ عدد 35,000 مقاتلا وقائده براكستون براج.

### الخسائر
بلغ عدد خسائر القوات الأمريكية نحو 12,906 جندياً ، والذي يشمل 1,677 قتيلاً و 7,543 مصاباً و3,686 أسيراً ومفقوداً ، بينما خسرت الكونفدرالية نحو 11,739 جندياً ، والذي يشمل 1,294 قتيلاً و 7,945 مصاباً و2,500 مابين أسير ومفقود.

## معرض صور

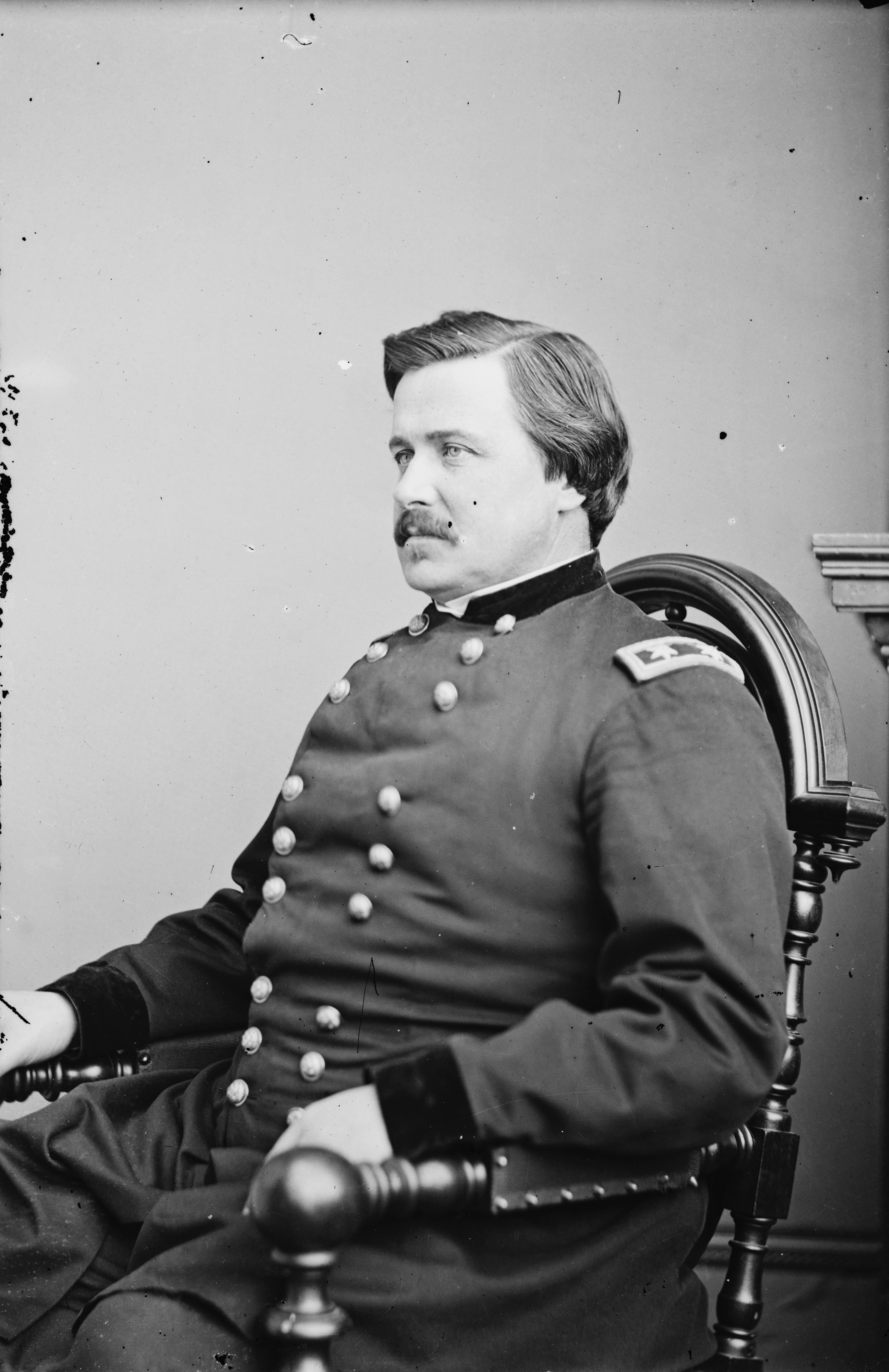
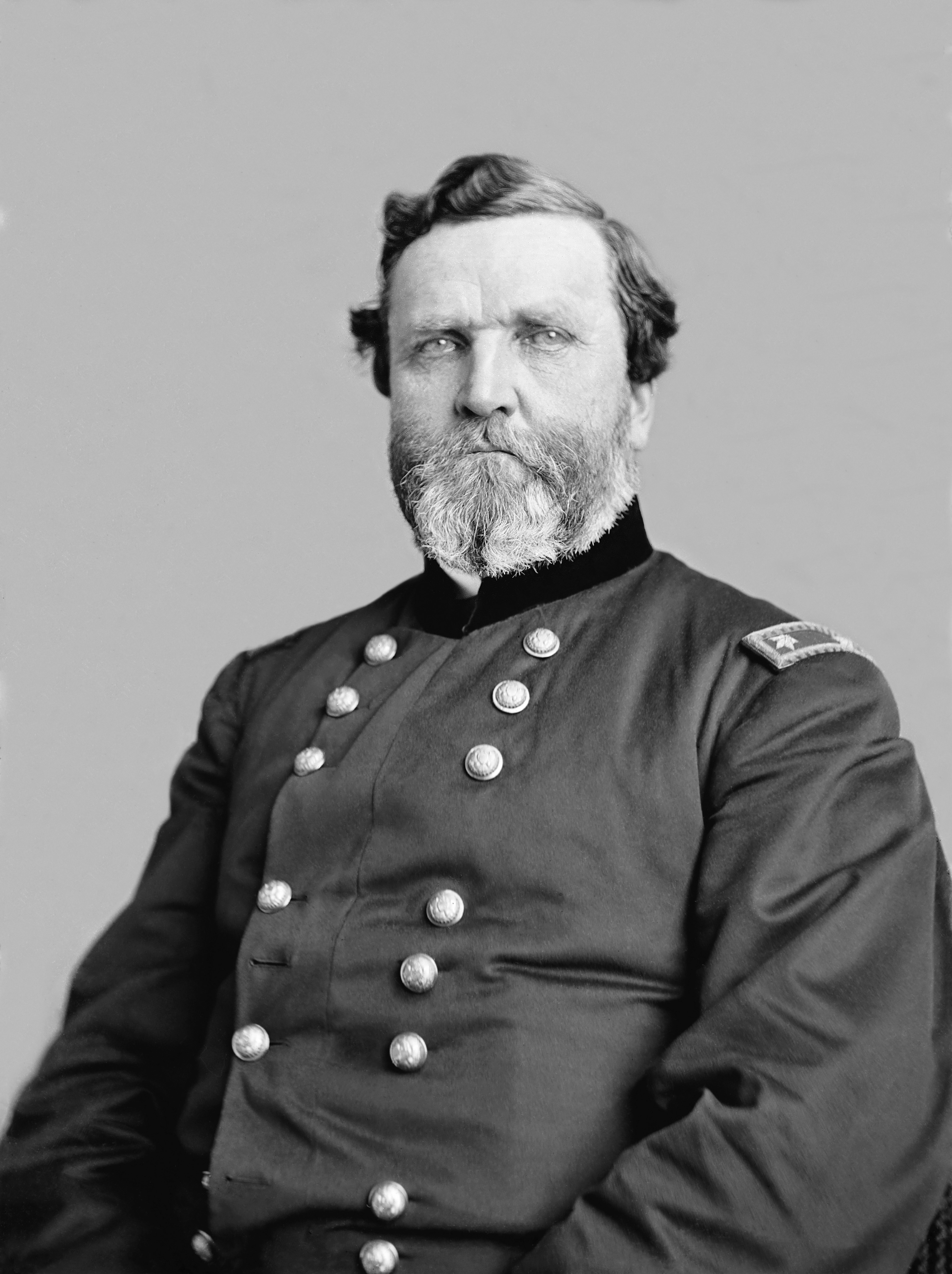
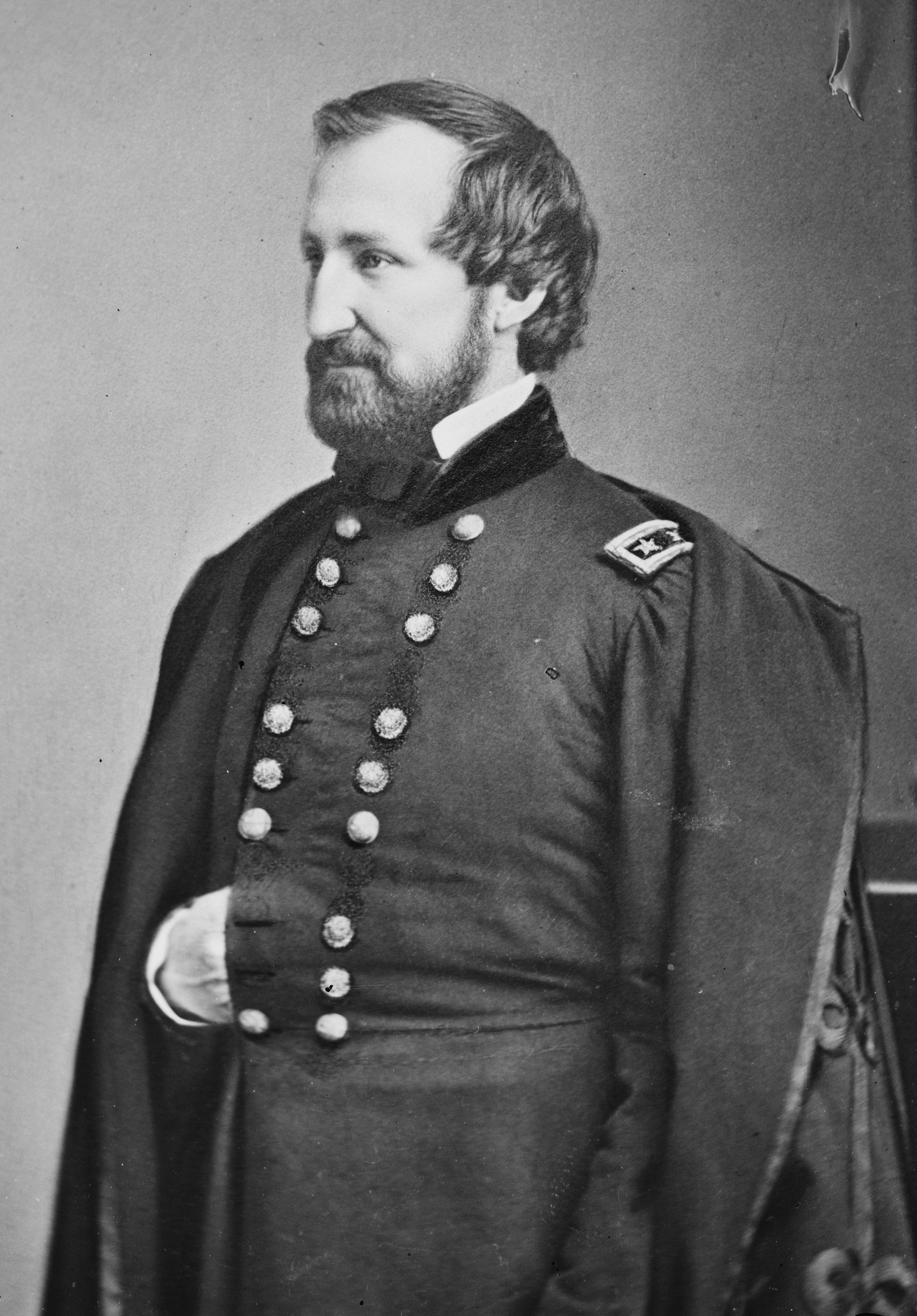
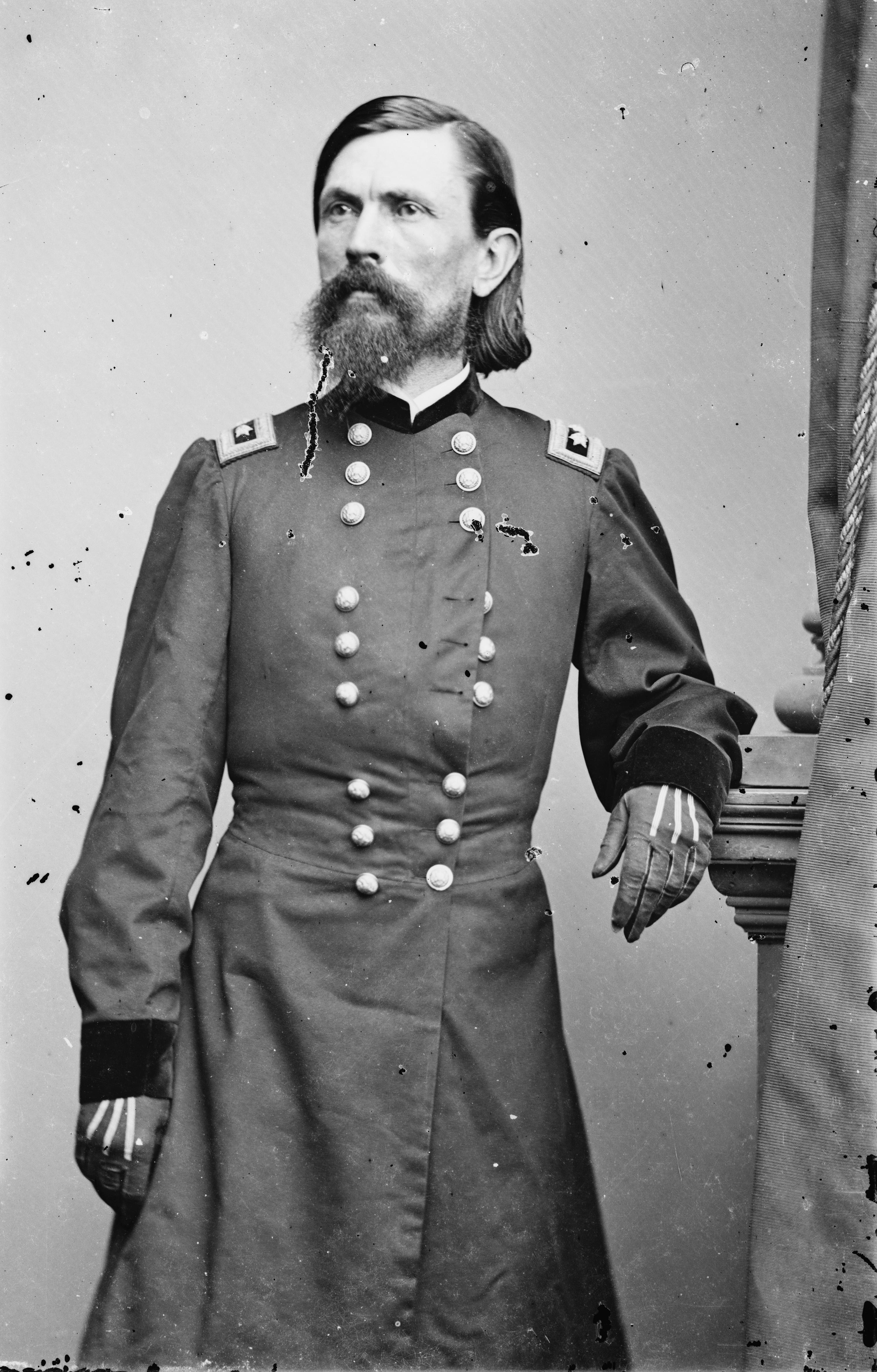